# Es gibt immer ein Morgen
Es gibt immer ein Morgen (Originaltitel: There’s Always Tomorrow) ist ein US-amerikanisches Filmmelodram unter Regie von Douglas Sirk aus dem Jahr 1956, basierend auf einer Erzählung von Ursula Parrott.

## Handlung
Im kalifornischen Pasadena lebt Clifford Groves, ein Spielzeug-Hersteller mittleren Alters, mit seiner Ehefrau Marion und den drei inzwischen fast erwachsenen Kindern Vinnie, Ellen und Frankie in einem gemütlichen Heim. Das Leben der Familie erscheint perfekt, doch Clifford stört sich insgeheim schon seit Jahren an der langweiligen Routine seines Lebens. Mit Marion, die in ihrer Welt als Hausfrau und Mutter perfekt aufgeht, sind romantische Momente zu zweit eine Seltenheit geworden. Cliffords Verhältnis zu seinen Kindern verläuft ohne große Streitereien, aber sehr oberflächlich, da die Kinder ihm kaum Beachtung schenken und ihn nur als Geldversorger sehen. Er fühlt sich wie eine von ihm entworfene Spielzeugfigur, der mechanische „Sprech-und-Lauf-Roboter“.
Eines Abends trifft Clifford unerwartet Norma Miller Vale, eine ehemalige Arbeitskollegin, mit der er vor über 20 Jahren ein enges Verhältnis hatte. Norma besucht Kalifornien aus geschäftlichen Gründen und ist inzwischen eine erfolgreiche und selbstbewusste Modedesignerin geworden, privat fühlt sie sich dagegen – da sie seit langem geschieden ist und keine Kinder hat – häufig einsam. Sie beneidet Clifford um sein Familienleben. Da Clifford Karten für eine Theatershow geholt hat, aber alle in der Familie etwas anderes vorhaben, nimmt er Norma mit und sie verbringen einen unterhaltsamen Abend miteinander.
Ein paar Tage später will Clifford mit Marion einen lange geplanten, oft verschobenen Wochenendurlaub in einem Ferienresort zu zweit machen. Als sich die Tochter Frankie geringfügig am Knöchel verletzt, entscheidet sich Marion, bei ihrer Tochter zu bleiben. Daher muss Clifford alleine in den Kurzurlaub aufbrechen. Er trifft vor Ort auf die zufällig anwesende Norma und verbringt zwei aufregende und witzige Tage mit ihr. Unangekündigt fährt Cliffords ältester Sohn Vinnie mit seiner Freundin Ann und zwei weiteren Freunden in das Resort. Vinnie hört dabei mit an, wie sein Vater in Normas Appartement mit ihr lacht, und glaubt sofort an eine Affäre. Er konfrontiert seinen Vater nicht mit dem Verdacht, weiht aber seine Schwester Ellen ein. Ann verteidigt dagegen Clifford und baut auf seinen Charakter. Sie glaubt an eine harmlose Aufklärung der Geschichte und kritisiert ihren Freund Vinnie für seine kindischen Verdächtigungen.
Als Norma am nächsten Tag bei den Groves zum Abendessen eingeladen ist, fallen Vinnie und Ellen durch ihr unhöfliches Verhalten auf und entfernen sich bereits früh vom Tisch. Später spioniert Vinnie seinem Vater nach und hört einen Teil eines Telefonats mit Norma, das seinen Verdacht noch erhärtet. Marion ahnt dagegen nichts vom Betrugsverdacht ihrer Kinder gegen den Vater. Gegenüber Clifford meint sie in einem freundlichen, aber zugleich beiläufigen Ton, dass sich seine kürzlich aufgetretene Gereiztheit durch zu viel Arbeit und zu viel Stress erklären lasse und er sich schonen solle. Clifford wird sich langsam bewusst, dass er Norma liebt, und lädt sie zu einem Abendessen ein. Norma ahnt durch Andeutungen von Ann, was innerhalb der Familie für Turbulenzen vor sich gehen, und sagt das Abendessen für einen anderen Geschäftstermin ab. Clifford sucht Norma trotzdem auf und küsst sie, die schon vor 20 Jahren Clifford geliebt hatte, überraschend. Er gesteht ihr seine Liebe und will für sie auch seine Familie verlassen, doch Norma verlangt Zeit zum Nachdenken.
Am nächsten Tag wird Norma in ihrem Hotel von Vinnie und Ellen aufgesucht. Die Kinder machen ihr zunächst Vorwürfe, doch Norma weist die Kinder darauf hin, dass wenn sie dem Vater ihre Liebe gezeigt hätten, dieser sie nicht außerhalb ihrer Familie gesucht hätte. Daher sollten sie ihren Vater mehr wertschätzen. Die Kinder nehmen sich Normas Worte zu Herzen und bitten sie, nicht die Ehe ihrer Eltern zu zerstören. Kurz darauf erklärt Norma Clifford, dass sie, obwohl sie Gefühle für ihn hege, noch am selben Tag nach New York zurückfliegen werde. Sie erklärt ihm, dass seine Schwärmerei für sie nur der Versuch sei, ein Stück Jugend zurückzugewinnen, und dass er es später bereuen würde, seine Familie verlassen zu haben. Am Abend kehrt Clifford zu seiner Familie zurück. Vinnie hat inzwischen seine Verdächtigungen aufgegeben und sich mit Ann versöhnt, indem er ihr sein kindisches Verhalten eingestanden hat. Das Familienleben scheint wieder perfekt, indes schaut Clifford sehnsüchtig aus dem Fenster auf das nach New York fliegende Flugzeug, in dem eine weinende Norma sitzt. Marion erscheint und fragt ihren Ehemann, ob es ihm inzwischen besser gehe, und nimmt seine Hand.

## Hintergrund
Als Vorlage für den Film diente eine inzwischen vergessene Erzählung von Ursula Parrott (1900–1957) aus den frühen 1930er-Jahren. Parrott war in den Goldenen Zwanzigern durch Bestseller-Romane wie Ex-Wife berühmt geworden, geriet allerdings noch zu Lebzeiten mit ihrem Werk in Vergessenheit. Bereits 1934 hatte Universal den Stoff erstmals unter dem gleichnamigen Titel There’s Always Tomorrow verfilmt. Unter Regie von Edward Sloman spielte Frank Morgan den unzufriedenen Ehemann. In den weiteren Rollen spielten Binnie Barnes als seine alte Jugendliebe, Lois Wilson als seine Ehefrau und der junge, damals weitgehend unbekannte Robert Taylor als sein Sohn.
Douglas Sirk wollte den Film ursprünglich in teuren Technicolor-Farben drehen, für deren leuchtenden Einsatz viele seiner Filme heute insbesondere bekannt sind, musste sich aber auf Anweisung seines Studios mit Schwarzweiß begnügen. Die Hauptdarsteller Barbara Stanwyck, Fred MacMurray und Joan Bennett waren seit den 1930er-Jahren als Hollywood-Stars etabliert, wenngleich sie altersbedingt in den 1950er-Jahren zunehmend auf Charakterrollen auswichen. Stanwyck und MacMurray, die hier zwei Personen mit einer ehemals engen Verbindung spielen, waren zuvor auch bereits schon in drei Filmen miteinander aufgetreten: die Komödie Die unvergessliche Weihnachtsnacht (1940), der Western The Moonlighter (1942) und Billy Wilders Film-noir-Klassiker Frau ohne Gewissen (1944). William Reynolds hatte ein Jahr zuvor bereits in Sirks Was der Himmel erlaubt den konservativen Sohn von Jane Wymans Figur gespielt, der sich über die Beziehung seiner Mutter mit einem jüngeren Baumschulenbesitzer aufregt. In diesem Film setzte Sirk Reynolds nochmal in einer ähnlichen Rolle ein: als argwöhnischen Sohn, der seine Mutter nicht verletzt sehen will.

## Inhaltsanalyse
Im Gegensatz zu den meisten Film-Melodramen der 1950er-Jahre mit ihren Frauenschicksalen stellt Es gibt immer ein Morgen die Isolation der männlichen Hauptfigur in den Mittelpunkt. Sirk wollte zunächst die Schlussszene in der Spielzeugwerkstatt von Clifford spielen lassen. Während Clifford aus dem Fenster geblickt hätte, wäre der laufende Roboter – symbolisch für Clifford stehend – vom Tisch gefallen und hätte sich hilflos „in kompletter Hoffnungslosigkeit“ auf dem Boden weitergedreht. Das hätte man als Andeutung auf einen baldigen Suizid von Clifford verstehen können. Später entschied er sich für ein „Unhappy Happy Ending“, das im Inneren des Hauses der Groves spielt: Nach außen sind Marion und Clifford wieder vereint und gehen gemeinsam durch ihr Heim, doch sie hält seine Probleme immer noch für gesundheitlicher Natur und hat sein Inneres nicht wirklich verstanden, obwohl sie von sich genau das in der Schlussszene behauptet. In der letzten Einstellung schauen die Kinder dem Paar durch das Gitter der Treppe zu: „(…) das Paar wird durch die Gitter der Fenster von ihren neugierigen Kindern angeschaut, als ob sie eingesperrte Affen in einem Zoo sind“, erklärte Sirk später zur letzten Einstellung des Filmes.
Christopher Sharrett schrieb für Cineaste, der Film zeige die Schwierigkeiten des Familienlebens sowie die Folgen einer patriarchalen Gesellschaft für den Familienpatriarchen selbst. Sharretts deutet den im Vergleich zur Vorlage abgeänderten Beruf von Clifford in die Richtung, dass Sirk auf die schwierige Verantwortung einer Kindeserziehung hinweist: In den USA herrschte in den 1950er-Jahren der Baby-Boom und der Spielzeugmarkt florierte. Durch die vielen Spielzeuge im Bild werden der Druck der Eltern, materiell für das Kind zu sorgen, sowie Kritik an einer gewissen Nachgiebigkeit und Überfülle in der Erziehung angedeutet. Elisabeth Läufer weist darauf hin, dass Clifford durch seine beruflichen Pflichten kaum am Familienleben teilgenommen habe und dadurch ausgeklammert worden sei. Nachdem Clifford der berufliche Aufstieg in der Spielzeugmanufaktur gelungen sei, werde ihm nun deutlich, dass ihm mit der Liebe etwas wesentliches im Leben fehle. Auch in anderen Filmen von Sirk wie In den Wind geschrieben sind es vor allem in materieller Hinsicht sorglose Figuren, denen auffällt, dass bei der Suche nach Erfolg für die Gefühle keine Zeit blieb. Das trifft auch neben Clifford auch auf Norma zu, die sich als moderne und unabhängige Geschäftsfrau zwar unter den Männern einen Platz erkämpfen konnte, aber das mit einem einsamen Privatleben bezahlen musste. Mit ihr kontrastiert wird Marion als typische Hausfrau der 1950er-Jahre, die mit ihrem Leben zufrieden, aber von ihrem Mann durch dessen Berufstätigkeit entfremdet ist.
Elisabeth Läufer wies auf die subversive Ironie und den schwarzen Humor hin, der an vielen Stellen des Filmes spürbar sei, etwa gleich zu Anfang: Nachdem man den optimistisch klingenden Filmtitel und den Titelvorspann „Once Upon a Time in sunny California…“ gesehen habe, werde gleich zu Anfang eine regnerische Straße gezeigt. Neben dem dadurch angedeuteten Hinweis, dass das menschliche Leben nicht immer glücklich verlaufen kann, signalisiere das „Es war einmal …“ (Once Upon a Time) am Filmanfang an, dass die in dem Film gezeigten Schicksale und Gefühle in vielen Familien herrschen und allgemeingültig sind. Wie bereits bei vorherigen Filmen Sirks deutet er stilistisch durch Gitterstrukturen und Spiegel im Mise en Scène die Gefangenheit und gesellschaftlichen Zwänge seiner Figuren an. Am Ende des Filmes blieben viele Fragen ungeklärt, etwa ob Marion wirklich nichts von dem Gefühlschaos ihres Mannes gemerkt hat oder ob die Kinder ihr Verhalten gegen den Vater dauerhaft ändern: „Falls die Kinder Normas Predigt für die Zukunft nicht beachten, bleibt alles beim alten. Es gibt immer ein Morgen. So oder so.“

## Synchronisation
In Westdeutschland kam der Film nie in die Kinos, sondern hatte erst am 12. Dezember 1973 in der ARD seine Erstaufführung. Zu diesem Anlass entstand die deutsche Synchronisation.
| Rolle                          | Schauspieler     | Dt. Synchronstimme |
| ------------------------------ | ---------------- | ------------------ |
| Norma Miller Vale              | Barbara Stanwyck | Sigrid Lagemann    |
| Clifford Groves                | Fred MacMurray   | Joachim Cadenbach  |
| Marion Groves                  | Joan Bennett     | Dagmar Altrichter  |
| Vinnie Groves                  | William Reynolds | Hans-Georg Panczak |
| Ann                            | Pat Crowley      | Joseline Gassen    |
| Mrs. Rogers, Köchin der Groves | Jane Darwell     | Ursula Krieg       |

## Kritiken
Die zeitgenössischen Kritiker des Filmes waren meist wenig begeistert. Bosley Crowther schrieb für New York Times, die Moral des Filmes sei, Mitleid mit seinem Vater zu haben – deswegen sollte man ihn auf keinen Fall zu Es gibt immer ein Morgen mit ins Kino nehmen.
Spätere Kritiken zu Es gibt immer ein Morgen fielen dagegen meist positiv aus, was auch mit dem erst in späteren Jahren gesteigerten Ansehen von Regisseur Douglas Sirk zu tun hat. Allerdings steht der Film nach Meinung von Kritiker Christopher Sharrett trotz seiner Wertschätzung durch viele Filmhistoriker noch immer im Schatten noch bekannterer Filme wie Was der Himmel erlaubt und Solange es Menschen gibt, die Sirk ebenfalls in den 1950er-Jahren inszenierte. Es gibt immer ein Morgen sei das wohl „bissigste Porträt“ amerikanischen Vorstadtlebens durch Sirk, so Sharrett. Ehebruch, eines der damals riskantesten Themen, werde mit „Witz und Intelligenz“ gehandhabt. Gegen Ende wirke Cliffords Rückkehr zu seiner Familie zwar sehr formelhaft wie in typischen Hollywood-Filmen, doch die subversive und ironische Schlussszene gehöre zum „Besten von Sirk“. Duncan Gray von Mubi führt die geringe Bekanntheit des Filmes im Vergleich zu anderen Sirk-Melodramen darauf zurück, dass mit Rock Hudson in der Besetzung und strahlenden Technicolor-Farben zwei Markenzeichen von Sirk fehlen würden.
Der Filmdienst schreibt: „Eines der Melodramen von Douglas Sirk, die später von der internationalen Kritik als ‚Meisterwerke des gefühlvollen Kinos‘ eingeschätzt wurden.“ Sean Axleitner schrieb, der Film sei die „bedrückendste Darstellung des vorstädtischen Mittelschichtlebens“, die man im amerikanischen Kino der 1950er-Jahre finden könne. Er lobte außerdem die Darstellung von Barbara Stanwyck. Dave Kehr ging in seiner Kritik vor allem auf Sirks Einsatz von Licht und Schatten ein: Es sei eine „virtuose Studie in Tönen“, denn während das Ferienresort im blendenden Sonnenlicht gezeigt werde, sei das Vorstadthaus des unglücklichen Familienvaters in expressionistische Schatten getaucht.